# Милан Мића Петровић
Милан Мића Петровић (Банатско Александрово, 5. новембар 1945) српски је певач, композитор, аранжер, професор музике и национални радник. Најпознатији је певач српских родољубивих песама ван отаџбине.

## Биографија
Од 1958. живи у Канади. Студирао је четири године музичку теорију и композицију на универзитету Батлер, а затим завршио и једногодишњу учитељску школу.
Петровић од 1976. са друштвом српских емиграната у Канади сакупља и снима патриотске песме из времена раног 20. века, Првог светског рата и Другог светског рата, пре свега српске комитске и песме Југословенске војске у отаџбини (четници), које су у СФРЈ биле забрањене за снимање и извођење.
Оснивач је дискографске куће „Mipex records” у Торонту 1976. године са циљем да се спрече од ишчезавања и дају у јавност народне родољубиве српске песме пренешене у дијаспору путем српских емиграната.

## Дискографија
- 1978: Цветала ми липа и топола[5]
- 1980: Песмом кроз српску историју
- 1981: Ми смо Равногорци
- 1984: Ко то каже, ко то лаже, Србија је мала?
- 1986: Слава Чичи
- 1988: У четнике српски роде
- 1989: Косово је српска земља
- 1993: Двадесетог века јунак
- 2008: Штекће "Зорка" крај Лознице
- 2008: Ој лане Радоване
- 2010: Са Овчара и Каблара
- 2011: 70-тогодишњица Равне Горе
- 2012: 100-годишњица ослобођења Старе Србије и Маћедоније
- 2013: Чича Дражо, јабуко на грани
- 2018: Српске комитске песме
- 2022: Комите дојдоше